# A Father's Lesson
A Father's Lesson è un cortometraggio muto del 1913 diretto da Dell Henderson.

## Produzione
Il film fu prodotto dalla Biograph Company.

## Distribuzione
Distribuito dalla General Film Company, il film - un cortometraggio in una bobina - uscì nelle sale cinematografiche USA il 13 febbraio 1913. La Moving Pictures Sales Agency lo distribuì nel Regno Unito il 13 aprile 1913.
Non si conoscono copie ancora esistenti della pellicola che viene considerata presumibilmente perduta.